# Martin Pokorný
Martin Pokorný (* 1973, Olomouc) je český překladatel, filozof a literární teoretik.

## Život
V letech 1991 až 1996 vystudoval filozofii a anglistiku na Filozofické fakultě Univerzity Karlovy. Absolvoval studijní pobyty na Thomas-Institut v Kolíně nad Rýnem a na Ženevské univerzitě. Od roku 1997 pracoval ve Filozofickém ústavu AV ČR.
V letech 2001 až 2005 se věnoval doktorandskému studiu srovnávací literatury na Pensylvánské univerzitě ve Filadelfii. 
V letech 2006–2019 byl odborným asistentem oddělení komparatistiky Ústavu české literatury a literární vědy na FF UK a v letech 2009–2016 členem oddělení analytické filozofie na Filozofickém ústavu AV ČR.
Martin Pokorný překládá především z angličtiny, němčiny a francouzštiny. Věnoval se např. překladům spisovatelů z americké ztracené generace (F. S. Fitzgerald, Ernest Hemingway), modernistů a postmodernistů (Virginia Woolf, Flann O’Brien) a další. Překládá také texty z oblasti dějin filozofie, intelektuálních a politických dějin.

## Dílo
- 2000 	Tak i onak
- 2002 	Způsoby četby
- 2009 	Odezvy a znaky: Homér, Dante a Joyceův Odysseus
- 2013 	Řeč. Příspěvek k situační fenomenologii

## Překlady (výběr)
- F. S. Fitzgerald, Velký Gatsby, Odeon, Praha 2013
- Flann O’Brien, U ptáků plavavých, Rubato, Praha 2014
- R. L. Stevenson, Podivný případ doktora Jekylla a pana Hyda, Odeon, Praha 2014
- Ernest Hemingway, I slunce vychází, Odeon, Praha 2015
- Nic Pizzolatto, Galveston, Knižní klub, Praha 2015
- Jean-Christophe Rufin, S leopardem v patách: Zápisky lékaře nomáda, Prostor 2017
- Dylan Thomas, Příhody při shazování kůží, Rubato, Praha 2018
- David Foster Wallace, Krátké rozhovory s odpornými muži, Rubato, Praha 2018
- F. S. Fitzgerald, Láska posledního magnáta, Odeon, Praha 2018
- Muriel Sparková, Nejlepší léta slečny Jean Brodieové, Prostor, Praha 2018
- Virginia Woolfová, Vlny, Odeon, Praha 2019
- Alice Thomas Ellis, Smích bez příčiny, Opus, Martínkovice 2020
- Joan Didionová, Lízni si a hrej, Nakladatelství Lidové noviny, Praha 2021
- Mary Shelleyová, Frankenstein aneb novodobý Prométheus, CooBoo, Praha 2021
- Daniel Defoe, Robinson Crusoe, Odeon, Praha 2022
- Rikki Ducornet, Vějíře markýze de Sade, Rubato, Praha 2022
- Andrew Lawler, Co skrývá Jeruzalém: Pohřbená historie nejvíce znesvářeného města světa, Maraton 2023
- Franz Rosenzweig, Hegel a pruský stát, Herrmann & synové, 2023
- Henry Kissinger, Uspořádání světa: Státní zájmy, konflikty a mocenská rovnováha, Prostor 2023
- Henry Kissinger, Umění politické strategie: šest vůdčích postav moderního světa, Prostor 2023
- Graham T. Allison, Osudová past - Spojené státy versus Čína a Thúkýdidovo poučení z dějin, Prostor 2023